# Sedini
Sedini (sardinsky: Sèddini) je italská obec (comune) v provincii Sassari v regionu Sardinie. Nachází se ve výšce 350 metrů nad mořem a má přibližně 1 200 obyvatel. Rozloha obce je 40,51 km².